# Klostergården
Klostergården, også kendt som Brødrene Petersens Jomfrukloster og Det Petersenske Jomfrukloster, er en fredet neoklassisk bygning på Amagertorv 29 i Indre By i København. Bygningens bagside vender ud mod Læderstræde. En passage, der også hedder Klostergården, går gennem bygningen.

## Historie
Det Petersenske Jomfrukloster, en stiftelse for ugifte kvinder, blev grundlagt i 1758 i henhold til et testamente af 30. september 1755 fra silke- og klædekræmmeren Albrecht Petersen (1706-1761) og hans bror Sebastian Petersen (1708-1755) med gården nr. 29 på Amagertorv og nr. 32 i Læderstræde samt deres kontante formue. Det oprindelige navn på stiftelsen var "de Brødrene Petersens Jomfru-Sæde eller "Kloster". Til at begynde med fik den til huse i en bygning opført i 1768-1769 af C.F. Harsdorff. Den gik til under Københavns brand 1795 men blev genopbygget i 1797-1798 af Joseph Guione. Omkring 1867 blev den restaureret af J.H. Nebelong og 1880 blev den udvidet med en ekstra etage mod gaden.
Ejendommen blev overtaget af ejendomsselskabet Klostergården i 1918. De gav Bent Helveg-Møller til opgave at renovere bygningen, hvilket han blev præmieret for af byen i 1923. Renoveringen omfattede forhøjelse med en etage mod gården og en portgennemkørsel i 1918 og en klostergang i 1922. Bygningen blev fredet i 1926.
I 2014 blev bygningen købt af Jorcks Ejendomsselskab for 200 mio. kr. Siden 2013 huser den en & Other Stories mod Amagertorv, mens Café Zirup har til huse i siden ud mod Læderstræde.

## Arkitektur
Klostergården er en del af en større karre mellem Højbro Plads i øst og Hyskenstræde i vest. Facaden mod Amagertorv er syv fag lang og har fire etager. Mellem første og anden sal er der opsat en frise med teksten Monumentum Pietatis Petersenianae (til minde om Petersens fromhed). En port til højre for hoveddøren fører ind til en passage, der går forbi tre små gårde, Bankgaard, Bassingaard og Rentegaard, før den når Læderstræde på den anden side af karreen. Passagen stammer fra Helveg-Møllers renovering i 1918.